# Hyperreálné číslo
Hyperreálné číslo je rigorózní způsob, jak zacházet s infinitními a infinitezimálními veličinami: je to rozšíření reálné osy o další takovéto hodnoty. Přímočaré zacházení s takovými čísly v intuitivním slova smyslu vede k paradoxům, teorie nestandardní analýzy však na nich staví. Hyperreálná čísla, o jejichž teorii je zásluhou Robinsona dokázáno, že je bezesporná právě když je bezesporná teorie čísel reálných, jsou důležitá hlavně díky této aplikaci.
Hyperreálná čísla tvoří uspořádané těleso.